# Balzhof

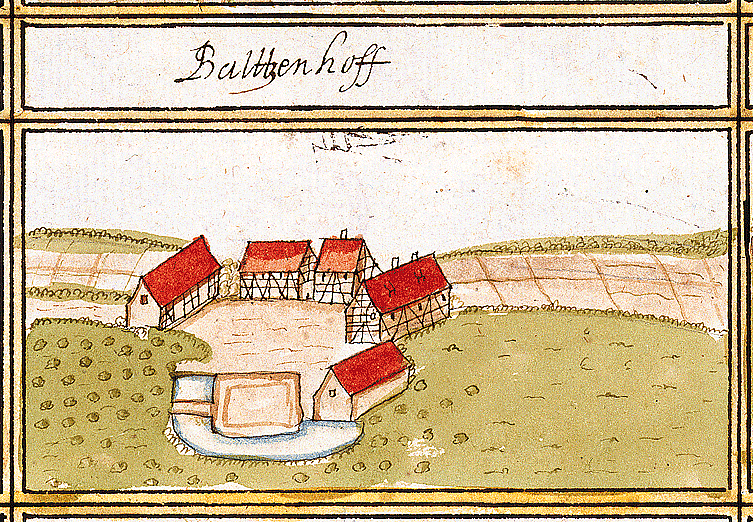
Balzhof, Ansicht von 1684 aus den Forstlagerbüchern von Andreas Kieser

Balzhof ist ein abgegangener Ort auf der Gemarkung von Cleebronn. Der Ort besaß einst eine eigene Ortsmarkung und brachte auch ein nach dem Ort benanntes Adelsgeschlecht hervor. Vom 15. bis zum 18. Jahrhundert war der Hof württembergisches Erblehen. Um 1800 wurden die meisten Gebäude abgerissen, lediglich die Schäferei wurde dort weiterbetrieben. Das letzte Gebäude, das Schafhaus, wurde schließlich 1924 abgerissen.

## Geschichte
Der Balzhof war einst das größte Hofgut auf der heutigen Cleebronner Markung. Der Hof hatte eine eigene Markung, die die drei Zelgen Ransbacher Zelg, Mittlere Zelg und Zelg gen Eibensbach umfasste. Nach dem Hof nannte sich die Adelsfamilie von Baltshofen, deren Wappen ein Henkelgefäß im Schild zeigt und die von 1279 bis ins 16. Jahrhundert bezeugt ist. Um 1300 waren die Herren von Baltshofen mehrfach Zeugen auf Urkunden der Herren von Magenheim, in deren Eigenbesitz sich der Hof bis 1279 befand, bevor er als Lehen zum Erzbischof und Domkapitel von Mainz kam. Im späten 15. Jahrhundert war der Hof ein württembergisches Erblehen.
Im frühen 17. Jahrhundert kam der Hof unter den Söhnen des Inhabers Daniel Hannenmann allmählich in Verfall. Während des nachfolgenden Dreißigjährigen Krieges wurde der Hof zeitweise nicht bewirtschaftet. 1650 kaufte ein Johann Eybel den Hof, verließ das Anwesen aufgrund wirtschaftlicher Probleme jedoch bald wieder. Ab 1661 war der Hof im Besitz des Ludwig Trapp, der sich 1675 darüber beklagte, dass er vom Verwalter des Hofes betrogen worden und dass der Hof von marodierenden Soldaten geschädigt worden sei. Auch sein Sohn Johann Bernhard Trapp berichtete 1679 von weiteren Plünderungen durch Soldaten. Das Kiesersche Forstlagerbuch von 1684 zeigt den Balttzenhoff als Hofgut mit fünf Gebäuden. Der Hof blieb noch einige Zeit im Besitz der Witwe und des Sohns von Johann Bernhard Trapp, bevor Herzog Eberhard Ludwig von Württemberg den Besitz 1706 an sich zog, um ihn seiner Gemahlin Johanna Elisabeth zu überlassen. Aus jenem Jahr nennt eine ausführliche Beschreibung an Gebäuden auf dem Balzhof: ein Wohnhaus mit vier Stuben und Kammern im unteren Stock, vier Kammern im oberen Stock, einem Fruchtboden sowie zwei Viehställen und einem Schafstall, ein Schafhaus mit angebautem Schafstall für 400 Schafe und Schäferwohnung, eine große Scheuer und eine große doppelte Scheuer, außerdem ein Höflein mit neun Schweineställen, zwei Hühnerställen und einem Taubenhaus. Ein weiteres Wohnhaus, wohl das auf der Kieserschen Zeichnung von 1684 noch zu sehende fünfte Gebäude, war inzwischen abgebrannt, seine Reste waren zur Instandsetzung der restlichen Gebäude verwendet worden. Zum Balzhof gehörten damals rund 400 Morgen Land, wovon Äcker (337 Morgen) und Wiesen (45 Morgen) den größten Anteil ausmachten, während es nur geringe Flächen mit Baumgärten, Weinbergen und Wald gab. Der Wein des Balzhofs war von minderer Qualität, so dass bereits 1706 die Umwandlung der Weinberge in Äcker angeraten wurde.
Nach Herzogin Johanna Elisabeth war deren Enkelin Louise Friederike, die Gemahlin des Herzogs Friedrich von Mecklenburg-Schwerin, im Besitz des Hofes, bevor der Kirchheimer Metzger Christoph Braun 1760 das Anwesen erwarb. Nach einigen weiteren Besitzerwechseln in den Folgejahren erlaubte die württembergische Rentkammer 1787 den Verkauf des Hofes aus der württembergischen Erblehensmasse. Das einsturzgefährdete Verwalterwohnhaus und die Scheunen wurden abgerissen, die beiden Scheunen wurden in Alt-Cleebronn wieder aufgebaut. Vom Hof blieb lediglich das Schafhaus übrig. Die zugehörigen Nutzflächen wurden in 30 Parzellen aufgeteilt. Der nahe Ort Cleebronn war damals in die beiden Gemeinden Alt-Cleebronn und Neu-Cleebronn geteilt, wobei die Alt-Cleebronner nur über wenig Ackerfläche auf ihrer Markung verfügten, so dass 22 der 30 Parzellen an Alt-Cleebronn fielen, der Rest an Neu-Cleebronn. Die 30 Parzellen wurden im Lauf des 19. Jahrhunderts weiter parzelliert.
Die Schäferei wurde auf dem Balzhof nach 1800 weiter betrieben, wobei die Besitzer der Balzhof-Anteile insgesamt 750 Schafe halten durften, von denen ein Drittel auf der zugehörigen Markung weiden konnte, während die restlichen zwei Drittel nach einem genau festgelegten Plan auf Markungen umliegender Orte getrieben wurden. 1870 erwarb die Gemeinde Cleebronn die Balzhofweide. 1924 wurde das inzwischen ebenfalls einsturzgefährdete Schafhaus auf Abbruch verkauft.